# كفر عبد السيد نوار
كفر عبد السيد نوار إحدى قرى مركز كفر شكر التابع لمحافظة القليوبية بجمهورية مصر العربية.

## السكان
بلغ عدد سكان كفر عبد السيد نوار 1,296 نسمة، حسب الإحصاء الرسمي لعام 2006.